# Marion Kreiner
Marion Kreiner (ur. 4 maja 1981 w Grazu) – austriacka snowboardzistka, specjalizująca się w slalomie i gigancie równoległym, trzykrotna medalistka mistrzostw świata.

## Kariera
Po raz pierwszy na arenie międzynarodowej pojawiła się 21 marca 1997 roku w Bad Gastein, gdzie w zawodach FIS Race zajęła 32. miejsce w gigancie. W 2000 roku wystąpiła na mistrzostwach świata juniorów w Berchtesgaden, zajmując jedenaste miejsce w gigancie równoległym (PGS) i 34. miejsce w slalomie równoległym (PSL). Na rozgrywanych rok później mistrzostwach świata juniorów w Nassfeld była odpowiednio piąta i szósta.
W Pucharze Świata zadebiutowała 26 stycznia 2002 roku w Kreischbergu, zajmując 17. miejsce w snowcrossie. Tym samym już w swoim debiucie zdobyła pierwsze pucharowe punkty. Na podium zawodów tego cyklu po raz pierwszy stanęła 14 marca 2004 roku w Bardonecchii, kończąc rywalizację w PGS na drugiej pozycji. W zawodach tych rozdzieliła Danielę Meuli ze Szwajcarii i Francuzkę Julie Pomagalski. Najlepsze wyniki osiągała w sezonach 2012/2013 i 2014/2015, kiedy to zajmowała drugie miejsce w klasyfikacji generalnej PAR, a w klasyfikacji PGS zdobywała Małą Kryształową Kulę. W klasyfikacji PAR zajęła ponadto trzecie miejsce w sezonie 2010/2011, a w sezonie 2015/2016 była trzecia w klasyfikacji PGS.
Pierwszy sukces w karierze osiągnęła w 2007 roku, kiedy zdobyła srebrny medal w slalomie równoległym na mistrzostwach świata w Arosie. Na rozgrywanych dwa lata później mistrzostwach świata w Gangwon zdobyła złoty medal w gigancie równoległym. W tej samej konkurencji wywalczyła brązowy medal na igrzyskach olimpijskich w Vancouver w 2010 roku, gdzie wyprzedziły ją tylko Holenderka Nicolien Sauerbreij i Rosjanka Jekatierina Iluchina. Z MŚ w La Molina w 2011 roku, MŚ w Stoneham w 2013 roku oraz rozgrywanych rok później igrzysk w Soczi wróciła jednak bez medalu. Kolejny sukces osiągnęła na mistrzostwach świata w Kreischbergu, gdzie zajęła trzecie miejsce w slalomie równoległym. Tym razem lepsze okazały się Czeszka Ester Ledecká i kolejna Austriaczka, Julia Dujmovits.

## Osiągnięcia

### Igrzyska olimpijskie
| Miejsce | Dzień     | Rok  | Miejscowość | Konkurencja       | Zwyciężczyni        |
| ------- | --------- | ---- | ----------- | ----------------- | ------------------- |
| 3.      | 26 lutego | 2010 | Vancouver   | Gigant równoległy | Nicolien Sauerbreij |
| 20.     | 19 lutego | 2014 | Soczi       | Gigant Równoległy | Patrizia Kummer     |
| 5.      | 22 lutego | 2014 | Soczi       | Slalom równoległy | Julia Dujmovits     |

### Mistrzostwa świata
| Miejsce | Dzień       | Rok  | Miejscowość | Konkurencja       | Zwyciężczyni              |
| ------- | ----------- | ---- | ----------- | ----------------- | ------------------------- |
| 29.     | 18 stycznia | 2005 | Whistler    | Gigant równoległy | Manuela Riegler           |
| 18.     | 19 stycznia | 2005 | Whistler    | Slalom równoległy | Daniela Meuli             |
| 4.      | 16 stycznia | 2007 | Arosa       | Gigant równoległy | Jekatierina Tudiegieszewa |
| 2.      | 17 stycznia | 2007 | Arosa       | Slalom równoległy | Heidi Neururer            |
| 1.      | 20 stycznia | 2009 | Gangwon     | Gigant równoległy | -                         |
| 7.      | 21 stycznia | 2009 | Gangwon     | Slalom równoległy | Fränzi Mägert-Kohli       |
| 14.     | 19 stycznia | 2011 | La Molina   | Gigant równoległy | Alona Zawarzina           |
| 9.      | 22 stycznia | 2011 | La Molina   | Slalom równoległy | Hilde-Katrine Engeli      |
| 10.     | 25 stycznia | 2013 | Stoneham    | Gigant równoległy | Isabella Laböck           |
| 5.      | 27 stycznia | 2013 | Stoneham    | Slalom równoległy | Jekatierina Tudiegieszewa |
| 3.      | 22 stycznia | 2015 | Kreischberg | Slalom równoległy | Ester Ledecká             |
| 6.      | 23 stycznia | 2015 | Kreischberg | Gigant równoległy | Claudia Riegler           |

### Puchar Świata

#### Miejsca w klasyfikacji generalnej
- sezon 2001/2002: 39.
- sezon 2002/2003: 27.
- sezon 2003/2004: 9.
- sezon 2004/2005: -
- sezon 2005/2006: 42.
- sezon 2006/2007: 7.
- sezon 2007/2008: 13.
- sezon 2008/2009: 17.
- sezon 2009/2010: 6.
- sezon 2010/2011: 3.
- sezon 2011/2012: 4.
- sezon 2012/2013: 2.
- sezon 2013/2014: 6.
- sezon 2014/2015: 2.
- sezon 2015/2016: 9.

#### Zwycięstwa w zawodach
1. Sölden – 21 października 2007 (gigant równoległy)
2. Yongpyong – 9 lutego 2011 (gigant równoległy)
3. Soczi – 14 lutego 2013 (gigant równoległy)
4. Carezza – 16 grudnia 2014 (gigant równoległy)
5. Rogla – 31 stycznia 2015 (gigant równoległy)

#### Pozostałe miejsca na podium w zawodach
1. Bardonecchia – 14 marca 2004 (gigant równoległy) – 2. miejsce
2. Landgraaf – 13 października 2006 (slalom równoległy) – 2. miejsce
3. Sölden – 21 października 2006 (gigant równoległy) – 3. miejsce
4. Stoneham – 16 marca 2007 (gigant równoległy) – 3. miejsce
5. La Molina – 19 stycznia 2008 (gigant równoległy) – 3. miejsce
6. La Molina – 15 marca 2009 (gigant równoległy) – 2. miejsce
7. Telluride – 17 grudnia 2009 (gigant równoległy) – 2. miejsce
8. Sudelfeld – 6 lutego 2010 (gigant równoległy) – 3. miejsce
9. Bad Gastein – 9 stycznia 2011 (slalom równoległy) - 2. miejsce
10. Stoneham – 20 lutego 2011 (gigant równoległy) - 3. miejsce
11. Landgraaf – 13 października 2011 (slalom równoległy) - 3. miejsce
12. Carezza – 21 grudnia 2011 (gigant równoległy) - 3. miejsce
13. Jauerling – 13 stycznia 2012 (slalom równoległy) - 3. miejsce
14. Bad Gastein – 15 stycznia 2012 (slalom równoległy) - 3. miejsce
15. Sudelfeld – 28 stycznia 2012 (gigant równoległy) - 2. miejsce
16. Bad Gastein – 11 stycznia 2013 (slalom równoległy) - 2. miejsce
17. La Molina – 16 marca 2013 (gigant równoległy) - 2. miejsce
18. Bad Gastein – 10 stycznia 2013 (slalom równoległy) - 3. miejsce
19. Sudelfeld – 7 lutego 2015 (gigant równoległy)  - 3. miejsce
20. Rogla – 23 stycznia 2016 (gigant równoległy) - 2. miejsce

- W sumie (5 zwycięstw, 9 drugich i 11 trzecich miejsc).